# Rivalidad Alonso-Hamilton
La rivalidad Alonso-Hamilton es la rivalidad deportiva de los años 2000 entre el piloto español Fernando Alonso y el británico Lewis Hamilton. Fue frecuente durante la temporada 2007 de Fórmula 1 cuando fueron compañeros en la escudería Vodafone McLaren Mercedes.

## Historia

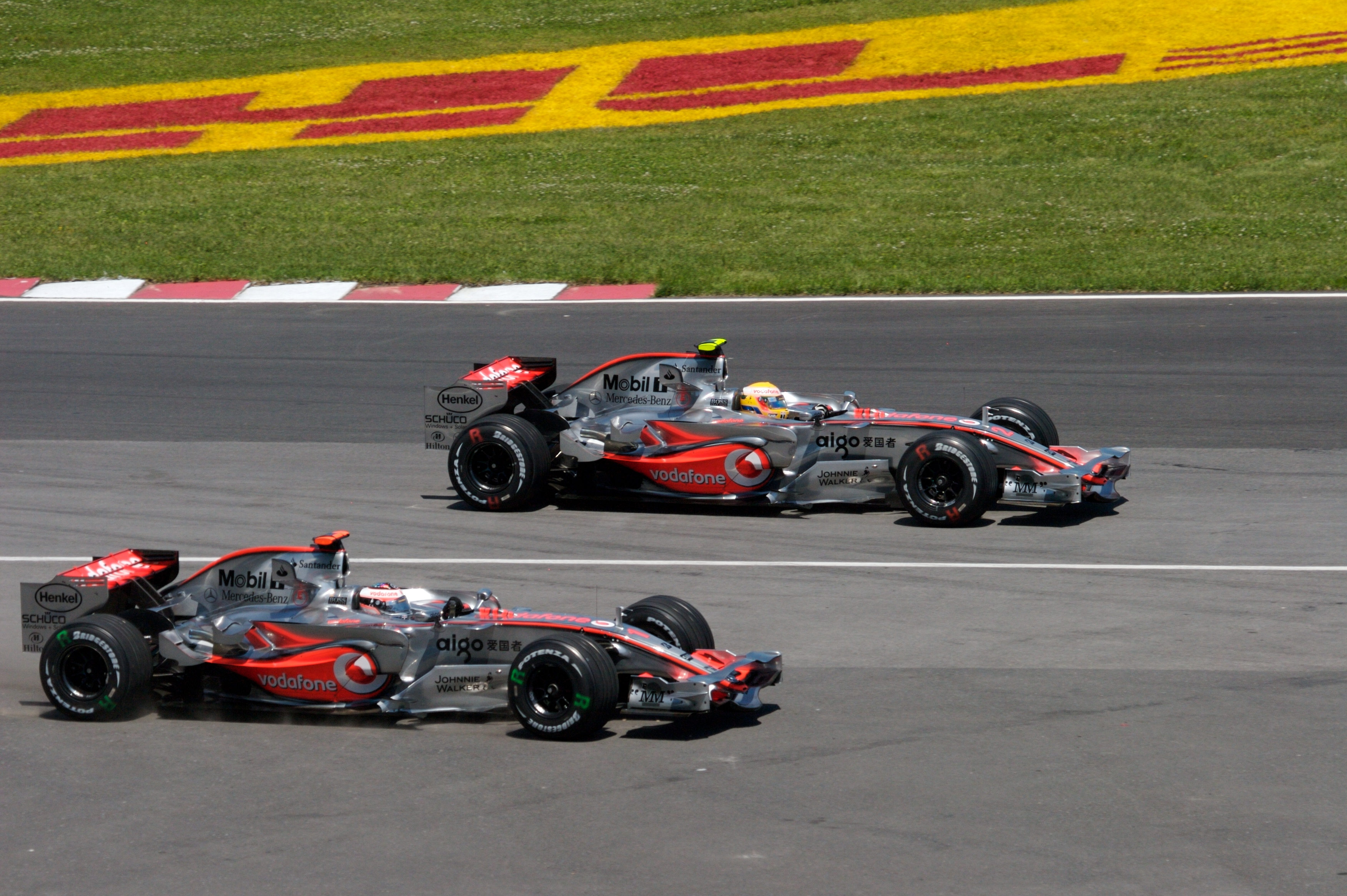
Lewis Hamilton (arriba) y Fernando Alonso (abajo) en el Gran Premio de Canadá de 2007.

La temporada debut de Lewis Hamilton en 2007 lo vio socio del bicampeón mundial Fernando Alonso. En su etapa como compañeros surgieron tensiones entre los dos pilotos y McLaren a raíz de varios incidentes. Las primeras tensiones surgieron después de que Hamilton terminara segundo detrás de Alonso en el Gran Premio de Mónaco. Después de los comentarios posteriores a la carrera hechos por Hamilton que sugerían que se había visto obligado a desempeñar un papel de apoyo, la FIA investigó si McLaren había infringido las reglas al hacer cumplir las órdenes del equipo. El equipo británico negó favorecer a Alonso, y la FIA posteriormente reivindicó al equipo, afirmando que «McLaren pudo seguir una estrategia de equipo óptima porque tenían una ventaja sustancial sobre todos los demás monoplazas... nada que pudiera describirse como una interferencia con el resultado de la carrera».
Las tensiones volvieron a surgir en el Gran Premio de Hungría, donde durante la última sesión de clasificación, Hamilton salió a la pista por delante de Alonso e ignoró las solicitudes del equipo para dejarlo pasar: los dos pilotos se habían turnado carrera por carrera para liderar durante la clasificación, lo que le dio al piloto líder una ventaja debido a las regulaciones de carga de combustible vigentes en ese momento, y Alonso debía liderar en Hungría. Luego, el español retrasó a Hamilton en boxes y, por lo tanto, no pudo establecer un tiempo de vuelta final antes del final de la sesión. Alonso fue relegado al sexto lugar en la grilla de salida, promoviendo así al británico del segundo lugar al primero, mientras que McLaren perdió puntos en el Campeonato de Constructores. Hamilton dijo que pensaba que la sanción era «bastante leve en todo caso» y solo lamentó la pérdida de puntos. Se informó que Hamilton insultó a Ron Dennis en la radio del equipo después del incidente. La revista Autosport afirmó que esto «llevó a Dennis a arrojar sus auriculares contra la pared de boxes con disgusto: un gesto que muchos malinterpretaron como una reacción a la pole de Alonso». Sin embargo, McLaren emitió más tarde una declaración sobre Hamilton que negó el uso de cualquier blasfemia.

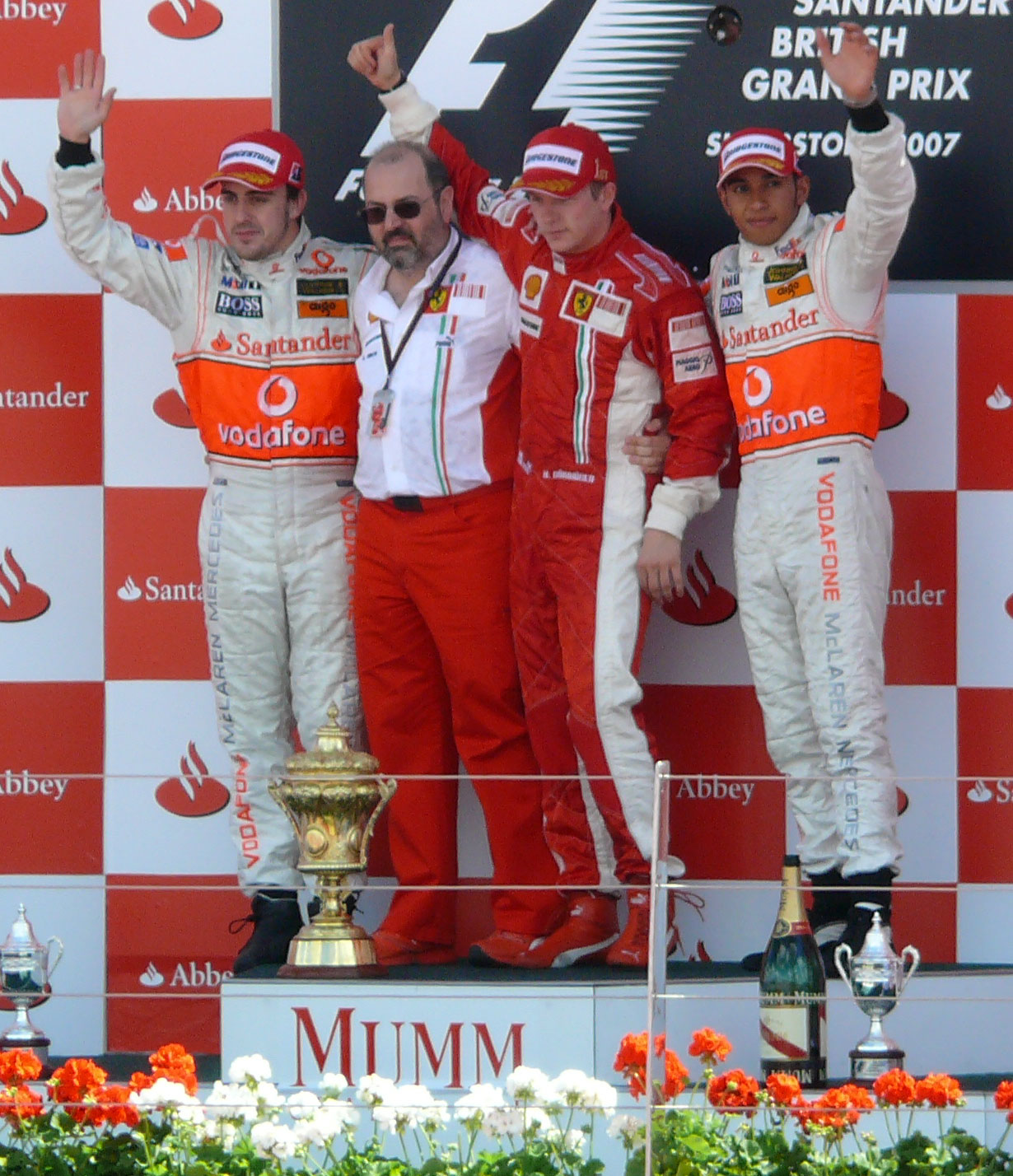
Alonso (izquierda) y Hamilton (derecha) en el podio del Gran Premio de Gran Bretaña de 2007 junto a Kimi Räikkönen (centro).

Como resultado de los acontecimientos de la temporada 2007, la relación entre Hamilton y Alonso se derrumbó, y ambos pilotos no se hablaron durante un breve período. Posteriormente, se informó que Hamilton había sido atacado por Luca di Montezemolo con respecto a una unidad de Ferrari para 2008. La rivalidad entre los dos pilotos llevó a la especulación de que Hamilton o Alonso dejarían McLaren al final de la temporada. Alonso y el equipo británico rescindieron su contrato de mutuo acuerdo en noviembre de ese año, poniendo fin al suyo y al de Hamilton como compañeros de equipo. En los siguientes años, las tensiones entre la pareja se disiparon y el respeto mutuo creció, con Alonso elogiando a Hamilton en 2017 diciendo: «Hamilton pudo ganar con un monoplaza dominante, con un buen coche como 2010 o 2012, o con coches malos como 2009 y 2011. No todos los campeones pueden decir eso». El español luego describió al británico como uno de los cinco mejores pilotos de todos los tiempos. En la vuelta de honor después del Gran Premio de Abu Dabi de 2018, última carrera de Alonso antes de su pausa de dos años, Hamilton se unió a Sebastian Vettel para rendir homenaje a Alonso, cada uno de un lado, en una formación hasta la recta de salida y meta donde los tres pilotos realizaron donuts.
En su tiempo juntos como compañeros de equipo, Hamilton y Alonso ganaron ocho de las 17 carreras en la temporada 2007. El británico tuvo cuatro victorias, doce podios y se clasificó por delante de Alonso diez veces. El español obtuvo la misma cantidad de victorias y podios, pero se clasificó por delante de Hamilton solo siete veces. Al final de su temporada como compañeros, la dupla terminó empatada en 109 puntos, con Hamilton subcampeón y Alonso tercero en el Campeonato de Pilotos en virtud de que Hamilton obtuvo más segundos puestos.

## Estadísticas

### Resumen
| Año     | Piloto          | Grandes Premios | Victorias | Poles | VR | Podios | Puntos | Pos. |
| ------- | --------------- | --------------- | --------- | ----- | -- | ------ | ------ | ---- |
| 2007    | Fernando Alonso | 17              | 4         | 2     | 3  | 12     | 109    | 3.º  |
| 2007    | Lewis Hamilton  | 17              | 4         | 6     | 2  | 12     | 109    | 2.º  |
| Fuente: |                 |                 |           |       |    |        |        |      |